# Royaume de Maurétanie
Cet article possède un paronyme, voir Mauritanie.
IVe siècle av. J.-C. – 42
Entités suivantes :
- Empire romain :
Maurétanie tingitane
Maurétanie césarienne

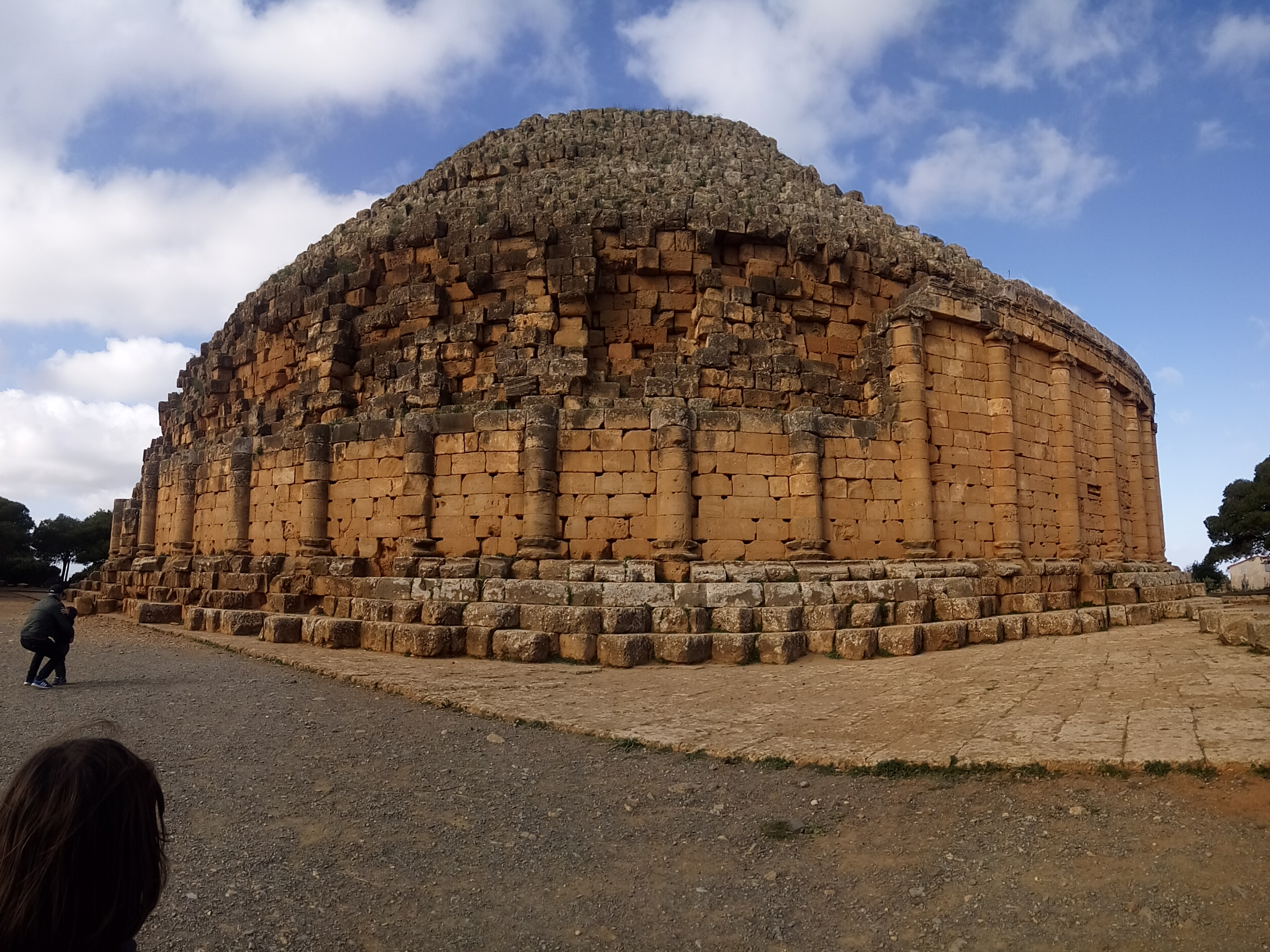
Mausolée royal de Maurétanie, Tipaza, Algérie.

La Maurétanie (berbère : ⵜⴰⴳⵍⴷⵉⵜ ⵏ ⵉⵎⵓⵔⵉⵢⵏ, latin : Mauretania), ou royaume de Maurétanie, est un ancien royaume berbère (Libye antique) établi dans l'actuel nord du Maroc et issu d'une fédération des tribus maures allant de l'océan Atlantique à l'ouest jusqu'à la Moulouya à l'est, frontière étendue, au début du Ier siècle av. J.-C., à l'Oued-el-Kebir dans l'actuel Est de l'Algérie.
Après l'annexion romaine en 42 ou 43, elle est divisée en deux provinces : la Maurétanie tingitane et la Maurétanie césarienne.
Ses habitants indigènes, des pasteurs semi-nomades, de souche ancestrale berbère, sont connus des Romains comme les Maures et les Massæsyles.
Le royaume commence à être mentionné dès le IVe siècle av. J.-C., au moment où il commence à commercer avec les Puniques. Baga, roi de la fin du IIIe siècle av. J.-C., choisit l'alliance avec Rome lors de la deuxième guerre punique. Ce choix diplomatique est maintenu par tous les rois maurétaniens suivants. À la mort du roi Bocchus II, en 33 av. J.-C., Octave décide d'administrer le royaume en l'élevant au rang de royaume client puis en y plaçant, en 25 av. J.-C., un roi élevé à Rome, Juba II, puis son fils Ptolémée de Maurétanie.

## Étymologie
La Maurétanie existe en tant que royaume tribal du peuple berbère Mauri. Strabon note qu'il s'agit de leur nom natif, au début du Ier siècle av. J.-C. Cette appellation a également été adoptée en latin, alors que le nom grec pour la tribu est Maurusii (Μαυρούσιοι). Les Mauri lèguent plus tard leur nom aux Maures, de la côte méditerranéenne, en Afrique du Nord, au moins au IIIe siècle av. J.-C.
L'adjectif latin mauritanicus signifie « de Maurétanie ». Les trois formes de son nominatif singulier (mauritanicus, mauritanica, mauritanicum) sont utilisées aujourd'hui comme épithètes spécifiques pour nommer des espèces animales ou végétales découvertes ou décrites en Afrique du Nord, pas nécessairement en Mauritanie (dont le nom dérive aussi de la Maurétanie romaine).

## Géographie
Après l'annexion romaine en 42 ou 43 par l'empereur romain Claude, la Maurétanie est divisée en deux provinces romaines :
- la Maurétanie tingitane qui compte 7 colonies romaines : Zilis, Babba, Banasa (fondées par Auguste), Tingis, Lixus (fondées par Claude), Rusadir et Volubilis ;
- la Maurétanie césarienne qui en compte 21 : Cartennae, Gunugus, Igilgili, Rusconiae, Rusazus, Saldae. Succabar, Tubusuptus (fondées par Auguste); Caesareia, l'ancienne Jol, capitale de Juba, et Oppidum novum (fondées par Claude); Sitifis (fondée par Nerva); Arsenaria, Bida, Siga, Aquae Calidae, Quiza, Rusucurrum, Auzia, Gilva, Icosium (actuelle Alger), Tipasa.

L'itinéraire d'Antonin nous apprend que les deux provinces romaines limitrophes de Maurétanie tingitane et de Maurétanie césariene ne sont reliées par aucune voie terrestre et que les liaisons sont uniquement réalisées par la mer Méditerranée.

## Historiographie et archéologie

### Sources antiques
L'existence de la Maurétanie est mentionnée dans plusieurs sources antiques romaines comme l'Itinéraire d'Antonin, un guide qui retrace les villes-étapes de l'Empire romain et leurs distances sous le règne de l'empereur romain Caracalla, puis mis à jour sous le règne de Dioclétien.
La table de Peutinger, carte retraçant les principales voies romaines du cursus publicus sous le Haut-Empire, est manquante pour cette partie de l'Empire. Les dernières limites qui y apparaissent pour le secteur sont au sud-est de Gérone et à l'est du cap Matifou. L'Anonyme de Ravenne, dénommé aussi Géographe de Ravenne, dans son traité de géographie mentionne plusieurs noms de lieux, mais ils restent parfois difficiles à identifier ou à placer. Autre élément, les bornes milliaires ne vont pas plus loin que Lalla Maghnia en Maurétanienne césarienne.
Tacite, historien et sénateur romain du Ier et IIe siècles, dans ses Histoires évoque lui aussi la Maurétanie. Dion Cassius, consul et historien romain du IIe et IIIe siècles, dans son Histoire romaine mentionne le règne de Juba II et les territoires donnés par l'empereur Auguste. Strabon, géographe et historien grec du Ier siècle av. J.-C. et Ier siècle apr. J.-C., dans son livre Géographie mentionne lui aussi ce transfert de territoires. Florus, historien romain du IIe siècle dans le livre II de son Abrégé de l'histoire romaine depuis Romulus jusqu'à Auguste et Paul Orose, prêtre du Ve siècle dans Histoires contre les païens complètent les informations sur le règne de Juba II.
Claude Ptolémée, astronome et astrologue grec, dans son livre de Géographie décrit la Maurétanie. L'ouvrage de Claude Ptolémée a quelques inexactitudes géographiques comme la côte de Tingis au Cap Bon orientée est-sud-est ou la côte atlantique orientée sud-sud-est. Pour établir son récit, il a probablement interrogé des voyageurs commerçants ou fonctionnaires ayant effectué le trajet entre les villes maurétaniennes.

### Sources modernes
Pierre Salama, archéologue et historien français du XXe siècle, dans son livre Les routes romaines d'Afrique du Nord, évoque l'organisation du réseau de transports dans les provinces romaines de Maurétanie. Jean Baradez, colonel dans l'aviation française et précurseur dans l'archéologie aérienne, a lui aussi cherché en vain des traces des voies de communication terrestre entre les deux provinces.
Jérôme Carcopino, historien français du XXe siècle, dans son livre Le Maroc antique et Louis Châtelain, historien et archéologue français du XXe siècle, dans son ouvrage Le Maroc des Romains évoquent tous les deux la localisation de quelques villes de Maurétanie.
Charles-Joseph Tissot, diplomate et archéologue français du XIXe siècle et Maurice Euzennat, historien et archéologue français du XXe siècle, ont effectué
des fouilles dans quelques localités romaines en Maurétanie.

### Archéologie
La numismatique a permis d'obtenir des informations sur la Maurétanie comme lors de la découverte de monnaies romaines produites lors de la révolte du Numide Tacfarinas ou lors des règnes des princes Numides Juba II et Ptolémée de Maurétanie,.
Les villes les plus importantes de la Maurétanie ont fait l'objet de fouilles archéologiques comme à Caesarea, Tipasa et Volubilis, ce qui a permis de mieux localiser les implantations maurétaniennes puis romaines.

## Histoire

### Mythologie
Le roi Atlas est un roi légendaire de Maurétanie, qui est crédité de l'invention de la sphère représentant la voûte céleste.

### Royaume maurétanien

Présence carthaginoise dans la partie occidentale de la Maurétanie.

Dès le début du Ier millénaire av. J.-C., la côte méditerranéenne de la Maurétanie, bénéficie de ports de commerce avec les Phéniciens, puis les Puniques de Carthage au IVe siècle av. J.-C.. Les tribus berbères, qui se sont établies dans la région dès le début de l'âge du fer contrôlent l'intérieur des terres. Mais depuis les comptoirs puniques de Tanger et de Lixus, le commerce va s'intensifier avec les locaux, et la langue punique et ses institutions vont se propager à l'intérieur des terres de la Maurétanie.
Au IVe siècle av. J.-C., Volubilis devient la capitale du royaume maurétanien jusqu'au IIIe siècle av. J.-C.,.
Pendant la deuxième guerre punique, Baga, le roi de Maurétanie rejoint le parti du roi des Numides et de leur roi Massinissa, allié des Romains contre les Carthaginois. Au IIe siècle av. J.-C., les limites du royaume restent encore floues. À cette même période, à partir de Carthage, la culture grecque va se répandre dans le royaume maurétanien. Après la troisième guerre punique et la chute de Carthage, en 146 av. J.-C., la Maurétanie est unifiée.

#### Règne de Bocchus
Le roi Bocchus, qui règne à partir de 111 av. J.-C., choisit dans un premier temps, en 106 av. J.-C., de soutenir Jugurtha dans sa guerre contre Rome. Puis, il trahit son allié pour rejoindre l'alliance romaine et en particulier celle de Sylla,. Après la victoire romaine, le royaume de Maurétanie reçoit en échange une partie de l'ancien territoire de Jugurtha et son roi reçoit le titre d'« ami et allié du Peuple romain »,.

#### Règnes de Bogud et deBocchusII
À la mort de Sosus, Bogud et Bocchus II prennent sa succession en se partageant la Maurétanie. Pendant la guerre civile entre Jules César et Pompée le Grand, les deux rois décident de prendre parti pour Jules César. Bocchus II combat ainsi les Pompéens et ses alliés Juba Ier et Massinissa II. Après l'assassinat de Jules César, Bogud s'allie alors à Marc Antoine en 38 av. J.-C. pour le rejoindre en Orient et Bocchus II profite de cet évènement pour annexer les territoires de son frère. Le royaume maurétanien atteint désormais son apogée de l'Océan Atlantique jusqu'à l'embouchure de l'Ampsaga. Le choix politique de Bogud lui coûte la vie,.
Bocchus II parvient, après la réunification, à agrandir son territoire en soutenant le gouverneur romain de la province d'Afrique, Titus Sextius contre Arabion, le dernier roi numide.
Bocchus II décède à son tour en 33 av. J.-C. sans héritier et donne son territoire à Octave. Mais la loi romaine ne permet pas à Octave d'acquérir personnellement le royaume, la Maurétanie passe alors en possession du peuple romain et rejoint l'ager publicus.

#### Interrègne
À la mort de Bocchus II, Rome annexe la Maurétanie malgré une présence romaine très faible, avec pour objectif de créer un vaste ensemble africain. Octave, le dirigeant de la partie occidentale du territoire romain à cette époque, compte s'appuyer sur les deux provinces romaines qui entourent la Maurétanie : l'Hispanie ultérieure et la province d'Afrique. Des unités romaines, probablement une légion, s'installent à Caesarea. Rome installe également des vétérans de ses légions dans quatre villes : Baba, Banasa, Tingis et Zilil. Stéphane Gsell évoque que la gestion de la Maurétanie confiée à deux préfets de l'ordre équestre, mais aucune source ne permet d'affirmer l'existence de ces deux préfets à cette époque. La Maurétanie est désormais un royaume-client comme peuvent le prouver des émissions de monnaies romaines qui font références au pouvoir d'Octave avec la mention sur l'avers « IMP. CAESAR » et sur le revers « DIVI F. » datant de cette époque émises en Maurétanie.

#### Règne deJubaII

Territoires de Maurétanie et de Gétulie de Maurétanie en possession de Juba II.

Puis, à l'automne 25 av. J.-C., les Romains installent, un prince numide éduqué à Rome, Juba II comme roi-client sur décision de l'empereur romain Auguste,,. Les deux souverains ayant fait quelques campagnes militaires communes, probablement lors d'une partie des guerres cantabres en 26-25 av. J.-C., afin de former le futur roi maure. La décision d'Auguste d'établir un royaume-client est motivée par l'engagement des troupes romaines sur d'autres fronts en Hispanie et en Syrie, troupes n'étant pas disponibles pour une conquête militaire de la Maurétanie.
Juba II reçoit donc les anciennes terres de Bogud et de Bocchus II, ainsi qu'un autre territoire. Selon Dion Cassius il s'agirait d'une partie de la Gétulie alors que Strabon mentionne les états de son père Juba Ier, qui s'est suicidé après la défaite des forces de Pompée le Grand à la bataille de Thapsus contre Jules César,. Paul Orose complète en mentionnant le fait que les Gétules supportent mal d'être dirigés par un roi pro-romain est qu'il s'agit des motivations de leur révolte.
Le roi maurétanien rencontre cependant de réelles difficultés à garder le contrôle sur la Gétulie de Numidie, ce qui oblige Rome à y stationner des troupes pour des opérations de police afin de contrôler les tribus venant du désert à la recherche de pâturages. En 21 av. J.-C., pendant un an, le proconsul romain d'Afrique Lucius Cornelius Balbus mène une campagne militaire contre les Gétules dans le Constantinois et le Hodna pour prêter assistance au royaume maurétanien.
Il épouse en 19 av. J.-C. la fille de Marc Antoine, et de Cléopâtre VII : Séléné II. Les deux époux sont probablement élevés à la cour impériale par la sœur d'Auguste, Octavie la Jeune. Ils sont tous les deux citoyens romains sous le nom de Caius Iulis Iuba pour Juba II et d'Antonia pour Séléné II. De ce mariage, nait Ptolémée de Maurétanie, lui aussi citoyen romain sous le nom de Caius Iulius Ptolemaeus.
Pendant le règne de Juba II, la capitale maurétanienne est transférée à Césarée de Maurétanie, l'ancienne Iol-Caesarea détruite à l'époque (aujourd'hui Cherchell), où se mélange différentes cultures grecque, punique, romaine et indigène,. Sous le règne de Juba II, le mode de vie à la romaine semble se propager dans le royaume avec l'aide de Rome qui favorise l'urbanisation et instaure une monarchie de type hellénique,.
Le souverain maure obtient également de la part d'Auguste, le droit de battre monnaie, privilège rare concédé par Rome, et sans obligation de faire figurer le nom de l'empereur romain. Un privilège exceptionnel lui est même accordé par Auguste, celui d'émettre ses premiers aurei. Cette monnaie en or est normalement réservé à Rome et les « peuples amis et alliés » ne peuvent pas en théorie frapper des monnaies en or.
À la mort de Séléné II, probablement le 1er mars 5, Juba II gouverne seul le royaume. L'année suivante, il prête l'assistance de ses troupes aux Romains commandés par le proconsul Cossus Cornelius Lentulus contre les Gétules et les Berbères.
Quand Juba II meurt à la fin de l'année 23 ou au début de l'année 24, son fils Ptolémée de Maurétanie, associé au trône depuis 19 et éduqué dans le monde romain, lui succède,. Le royaume profite alors d'une situation géographique intéressante sur le plan économique avec la présence de deux provinces romaines à proximité, la Bétique au nord et l'Afrique proconsulaire à l'est.
|                           |
| Denier où figure Juba II. |

|                                                   |
| Juba II à gauche et Cléopâtre Séléné II à droite. |

|                                           |
| Statue de Juba II découverte à Volubilis. |

#### Règne de Ptolémée de Maurétanie
Ptolémée soutient Rome, en prêtant l'assistance de ses troupes maures lors de la révolte de Tacfarinas en 24. Puis, il doit faire face à une révolte d'une partie de ses sujets qui lui reprochent sa proximité avec Rome.
Pendant toute la durée de son règne, il n'a aucune épouse royale, ni d'enfant légitime. Urania est sa concubine royale, mais d'une classe sociale inférieure, elle n'aurait obtenue le titre de Regina que pour justifier son titre d'épouse officieuse.
Il est exécuté au début de l'année 40 sur ordre de l'empereur romain Caligula,. À la suite de l'assassinat, une révolte éclate menée par un affranchi de Ptolémée, Aedemon. La révolte est vite réprimée, même si elle perdure quelque temps après la mort d'Aedemon. Entre 40 et 42, Rome ne donne aucun statut juridique ou politique à la Maurétanie.
|                  |
| Denier de Bogud. |

|                                   |
| Triens ou Quadrans de Bocchus II. |

|                                  |
| Buste de Ptolémée de Maurétanie. |

### Maurétanie romaine
Claude intègre la Maurétanie comme province romaine à la fin 42 ou au début 43. Elle est divisée en deux provinces romaines : la Maurétanie tingitane dont la capitale est Tingis et la Maurétanie césarienne avec pour capitale Césarée de Maurétanie. Cette séparation suit la ligne du fleuve Mulucha (Moulouya), à environ 180 kilomètres à l'ouest de l'actuelle ville d'Oran. La province de Maurétanie tingitane est dirigée par un procurateur de l'ordre équestre nommé directement par l'empereur.
Pendant l'année des quatre empereurs, sous le court règne de Galba, les deux provinces maurétaniennes sont dirigées par le même gouverneur : Lucceius Albinus. Toujours à cette période, un de ses successeurs, Vespasien confie les deux provinces à Sextius Sentius Caecilianus. Un siècle plus tard, sous la dynastie des Sévères, Septime Sévère reprend ce choix avec Cneus Haius Diadumenianus.
Dans ces deux provinces, Rome tente de sédentariser les nomades de la région et celles vivant au-delà du limes. Objectif qu'elle réussit dans la province de césarienne, mais pas dans la province de tingitane. Pour sécuriser les étendues désertiques, l'armée romaine s'appuie des groupes mobiles, probablement issues de la cohorte V des Dalmates, et des forteresses construites dans les oasis.
En 216, l'empereur Caracalla dans son édit de Banasa accorde une réduction d'impôt aux habitants de la province de Maurétanie tingitane. L'année suivante, la Maurétanie donne à l'empire un souverain, Macrin, qui s'est emparé du pouvoir après l'assassinat de Caracalla en 217 et qui est lui-même défait et exécuté par Héliogabale l'année suivante. Ce dernier décide à nouveau de ne nommer qu'un seul gouverneur pour les deux Maurétanie : Titus Flavius Serenus.
|                                   |
| Province de Maurétanie tingitane. |

|                                               |
| Limes dans le sud de la Maurétanie tingitane. |

|                                                         |
| Villes et voies de circulation en Maurétanie tingitane. |

|                                                              |
| Colonies et municipes romains avant la crise du IIIe siècle. |

|                                    |
| Province de Maurétanie césarienne. |

Vers 285, pendant la crise du troisième siècle les Romains se replient sur Tingis en évacuant toute la zone au sud du Loukkos. La province de Maurétanie tingitane perd la moitié de sa superficie et des villes comme Volubilis, Banasa et Thamusida sont livrées à elle-même. Sous le règne de Dioclétien, la partie nord de la province est gérée administrativement par le gouverneur romain de la province de Bétique.
Toujours sous le règne de Dioclétien, avec la réforme tétrarchique en 293, le pays est divisé en trois provinces, avec la création de la Maurétanie sétifienne issue d'une scission de la Maurétanie césarienne. Le Notitia Dignitatum (vers 400) les mentionne toujours, deux étant sous l'autorité du vicaire du diocèse d'Afrique secondé par le Dux et provinciae Mauritaniae et Caesariensis et du vicaire du Diocèse d'Hispanie secondé par un comes rei militaris Tingitana.
|                                                                              |
| Province de Bétique qui gère la Maurétanie tingitane à partir de Dioclétien. |

|                                                                                        |
| Province de Maurétanie sétifienne en l'an 400 après sa création par Dioclétien en 293. |

|                                                     |
| Diocèse d'Afrique après les réformes de Dioclétien. |

|                                                    |
| Diocèse d'Hispanie après la réforme de Dioclétien. |

À la fin du IVe siècle plusieurs généraux se révoltent contre l'autorité centrale comme Nubel et ses fils Firmus en 370-375, et Gildon en 396-397.
Vers l'an 400, la Notitia provinciarum et civitatum Africae énumère en Maurétanie 170 cités épiscopales.

### Maurétanie post-romaine
Lorsque les Vandales de Genséric venus d'Hispanie débarquent en Afrique en 429 près de Tingis, une grande partie de la Maurétanie est devenue pratiquement indépendante. Le christianisme s'y est répandu rapidement aux IVe et Ve siècles, mais s'est marginalisé lorsque les Arabes ont conquis la région, du VIIe au VIIIe siècle.

## Héritage
La province a donné le nom Mauretania, paquebot de la Cunard Line.
L'actuel pays de la Mauritanie possède ce nom depuis la colonisation française en référence à la Maurétanie antique. Cependant, le pays ne se situe absolument pas au même endroit et la région était connue sous d'autres noms avant la domination française.

#### Ouvrages
- Virginie Bridoux, Les royaumes d'Afrique du nord de la fin de la deuxième guerre punique à la mort du roi Bocchus II (201-33 av. n. è.), Paris, Thèse de doctorat sous la direction de Maurice Lenoir, Université Panthéon-Sorbonne, 2006.
- Michel Christol, Regards sur l'Afrique romaine, Paris, 2005. .
- Michèle Coltelloni-Trannoy (préf. Jehan Desanges), Le royaume de Maurétanie sous Juba II et Ptolémée (25 av. J.-C. - 40 ap. J.-C.), Études d'Antiquités africaines, 1997, 246 p. (lire en ligne). .
- Christophe Hugoniot, Rome en Afrique. De la chute de Carthage aux débuts de la conquête arabe, Paris, Flammarion, 2000 (ISBN 2080830031). .
- Hassan Limane, René Rebuffat et Daniel Drocourt, Volubilis : De mosaïque à mosaïque, Casablanca/Aix-en-Provence, Eddif/Édisud, 1998, 93 p. (ISBN 9981090220). .
- Edward Lipinski, Dictionnaire de la civilisation phénicienne et punique, Turnhout, Brepols, 1992 (ISBN 2503500331). .
- Myriame Morel-Deledalle (dir.), Splendeurs de Volubilis : Bronzes antiques du Maroc et de Méditerranée, Marseille/Arles, Musée des civilisations de l'Europe et de la Méditerranée/Actes Sud, 2014, 185 p. (ISBN 9782330031374). .
- Jean-Luc Panetier et Hassan Limane, Volubilis : Une cité du Maroc antique, Paris/Casablanca, Maisonneuve et Larose/Malika, coll. « Civilisations arabe et islamique », 2002, 175 p. (ISBN 2706816120). .

#### Articles
- Virginie Bridoux, « Les établissements de Maurétanie et de Numidie entre 201 et 33 av. J.-C. Synthèse des connaissances », Mélanges de l'école française de Rome, t. 120, no 2,‎ 2008, p. 369-426 (lire en ligne, consulté le 4 juillet 2020).
- Michèle Coltelloni-Trannoy, « Juba », Encyclopédie berbère, vol. 25,‎ 2003, p. 3914-3938.
- Michèle Coltelloni-Trannoy, « Rome et les rois « amis et alliés du peuple romain » en Afrique (I er siècle av. J. -C./I er siècle ap. J.-C.) », Pallas, no 68,‎ 2005, p. 117-144.
- Jehan Desanges, « Les territoires gétules de Juba II », Revue des Études Anciennes, t. 66, nos 1-2,‎ 1964, p. 33-47 (lire en ligne, consulté le 5 juillet 2020). .
- Paul-Albert Février, « A propos des troubles de Maurétanie (Villes et conflits du IIIe S.) », Zeitschrift für Papyrologie und Epigraphik,‎ 1981, p. 143-148.
- Christa Landwehr, « Les portraits de Juba II, roi de Maurétanie, et de Ptolémée, son fils et successeur », Revue archéologique, no 43,‎ 2007, p. 65-110.
- Frédérique Menulis, « Volubilis ville punique romanisée », L'archéologue - archéologie nouvelle, vol. 139,‎ 2016, p. 70-79. .
- Adeline Pichot, « Théâtres et amphithéâtres : outils de romanisation en Maurétanie ? », Études de lettres,‎ 2011, p. 171-192.
- Raymond Thouvenot, « Le géographe Ptolémée et la jonction terrestre des deux Maurétanies », Revue des Études Anciennes, t. 64, nos 1-2,‎ 1962, p. 82-88 (lire en ligne, consulté le 5 juillet 2020). .